# Fußballländerspiel Portugal – Deutschland 2000
Beim Fußballländerspiel Portugal – Deutschland 2000 handelt es sich um das dritte und letzte Gruppenspiel bei der Fußball-Europameisterschaft 2000 in den Niederlanden und Belgien zwischen der portugiesischen Nationalmannschaft und der deutschen Nationalelf. Die portugiesische Mannschaft gewann als Gruppensieger mit einer B-Mannschaft gegen den Titelverteidiger aus Deutschland mit 3:0, was zum Ausscheiden der deutschen Mannschaft führte und ihre bis heute höchste Niederlage in einem Europameisterschaftsspiel bedeutete.

## Ausgangslage
Portugal belegte in seiner Vorausscheidungsgruppe, in der es gegen Ungarn, Rumänien, gegen die Slowakei, Aserbaidschan und Liechtenstein spielte, den zweiten Tabellenplatz und qualifizierte sich als bester Gruppenzweiter direkt für die Endrunde in den Niederlanden und Belgien. Deutschland traf in seiner Qualifikationsgruppe auf die Türkei, Finnland, Moldawien und Nordirland; als Gruppensieger gelang ihm die Qualifikation für die Europameisterschaftsendrunde in den Niederlanden und Belgien.
Bei der Auslosung der Endrundengruppen wurden Portugal und Deutschland gemeinsam mit Rumänien und England in eine Gruppe gelost. Die deutsche Nationalelf kam im Auftaktspiel gegen Rumänien nicht über ein 1:1 hinaus, während Portugal sein erstes Spiel gegen die englische Nationalelf mit 3:2 gewann. Fünf Tage später gewannen die Portugiesen gegen Rumänien mit 1:0, und mit dem gleichen Ergebnis gewannen die Engländer durch ein Tor von Alan Shearer gegen Deutschland.
Portugal stand als Gruppensieger fest, während die deutsche Nationalelf vor dem letzten Gruppenspiel gegen besagte portugiesische Nationalelf unter Zugzwang stand: Deutschland musste mit zwei Toren Unterschied gewinnen und zudem auf eine Niederlage der Engländer gegen Rumänien hoffen. Letzteres traf auch tatsächlich ein, Rumänien gewann mit 3:2. Die portugiesische Mannschaft trat dabei in ihrem Spiel gegen die Bundesrepublik mit neun Ersatzspielern an.

## Spielverlauf
Die deutsche Nationalelf präsentierte kaum Spielverständnis und hatte das Tempo nicht variiert, allerdings fiel es in den ersten Minuten durch einige Kombinationen auf. Nach einer halben Stunde traf der deutsche Stürmer Marco Bode nach Vorlage von Mehmet Scholl an den Pfosten. Kurze Zeit später traf Sérgio Conceição nach Vorlage von Pauleta zum 1:0 für die portugiesische Nationalelf. In der 54. Minute erzielte Conceição den zweiten portugiesischen Treffer, wobei er sich zuvor gegen den deutschen Abwehrspieler Dietmar Hamann durchsetzte und der deutsche Torhüter Oliver Kahn den Ball ins Tor rutschen ließ. Beim dritten Tor setzte sich Conceição gegen Thomas Linke durch.
| Portugal                                          | Portugal | Deutschland | Deutschland |
| ------------------------------------------------- | --- | --- | ----------- |
| Portugal                                          | \| 3. Spieltag \| \| 20. Juni 2000 um 20:45 Uhr in Rotterdam (De Kuip) \| \| Ergebnis: 3:0 (1:0) \| \| Zuschauer: 51.004 \| \| Schiedsrichter: Dick Jol ( Niederlande) \| \| Spielbericht \|                                  | \| 3. Spieltag \| \| 20. Juni 2000 um 20:45 Uhr in Rotterdam (De Kuip) \| \| Ergebnis: 3:0 (1:0) \| \| Zuschauer: 51.004 \| \| Schiedsrichter: Dick Jol ( Niederlande) \| \| Spielbericht \|                                                               | Deutschland |
| Portugal                                          | Pedro Espinha (90. Quim) – Beto, Jorge Costa, Fernando Couto , Rui Jorge – Sérgio Conceição, Costinha, Paulo Sousa (72. Luís Vidigal), Nuno Capucho – Pauleta (67. Nuno Gomes), Ricardo Sá Pinto Cheftrainer: Humberto Coelho | Oliver Kahn – Lothar Matthäus – Marko Rehmer, Thomas Linke, Jens Nowotny – Sebastian Deisler, Dietmar Hamann, Michael Ballack (46. Paulo Rink), Marco Bode – Mehmet Scholl (60. Thomas Häßler) – Carsten Jancker (69. Ulf Kirsten) Teamchef: Erich Ribbeck | Deutschland |
| Portugal                                          | 1:0 Conceição (35.) 2:0 Conceição (54.) 3:0 Conceição (71.) | | Deutschland |
| Portugal                                          | Beto | Deisler, Ballack, Jancker, Rink | Deutschland |
| 3. Spieltag                                       | | |             |
| 20. Juni 2000 um 20:45 Uhr in Rotterdam (De Kuip) | | |             |
| Ergebnis: 3:0 (1:0)                               | | |             |
| Zuschauer: 51.004                                 | | |             |
| Schiedsrichter: Dick Jol ( Niederlande)           | | |             |
| Spielbericht                                      | | |             |

## Nachwirkungen
Nach dem Ausscheiden trat der seit 1998 amtierende Teamchef Erich Ribbeck zurück. Die Niederlage gegen Portugal war für Lothar Matthäus, Ulf Kirsten und Thomas Häßler das letzte Länderspiel. Das schlechte Abschneiden unter anderem der deutschen Mannschaft bezeichnete Franz Beckenbauer wenige Tage später in einer Kolumne als „Rumpelfußball“, was zu einem festen Begriff für schlechte fußballerische Leistungen wurde. Die portugiesische Nationalelf erreichte bei der Europameisterschaftsendrunde das Halbfinale und schied dort gegen den späteren Titelträger Frankreich aus.
Der aus deutscher Sicht enttäuschende Turnierverlauf führte zu einer Reform der deutschen Nachwuchsarbeit: Zur Saison 2001/02 mussten alle 18 Bundesligisten ein Nachwuchsleistungszentrum führen und im Zuge der Vergabe der Lizenzen und der Zulassung für den Spielbetrieb in der Bundesliga musste jeder Verein einen hauptamtlichen Jugendtrainer einstellen. Zudem wurden ungefähr 350 Stützpunkte mit zwei bis drei qualifizierten Trainern geschaffen, wobei die Talente seitdem dort gesichtet und gefördert werden. Außerdem wurden Fußball-Bundesligen für die Jugendmannschaften gegründet.
Bei der Weltmeisterschaft 2002 in Japan und Südkorea erreichte die deutsche Nationalmannschaft das Finale und verlor dort gegen Brasilien, während Portugal nach der Gruppenphase ausschied. Bei der zwei Jahre später in Portugal stattfindenden Europameisterschaft 2004 schied die deutsche Nationalelf erneut nach der Gruppenphase aus, während der Gastgeber das Finale erreichte.